# Puzzle Quest: Challenge of the Warlords
Puzzle Quest: Challenge of the Warlords — компьютерная игра, разработанная австралийской компанией Infinite Interactive и изданная компанией D3 Publisher. Игра представляет собой смесь ролевой компьютерной игры, пошаговой стратегии и головоломки. В игре используется игровая механика, заимствованная из головоломки Bejeweled.
В течение 2007 года игра была выпущена для Nintendo DS, PlayStation Portable, Xbox Live Arcade, Windows, Wii, PlayStation 2, порт для мобильных телефонов ожидался в 2008 году.
23 июля 2007 игра получила рейтинг ESRB для PlayStation 3 и Mac — это позволяет сделать предположение, что версии игры для этих платформ тоже появятся.
16 ноября 2007 на конференции австралийских разработчиков игр Game Connect главный дизайнер игры Стив Фоукнер рассказал о том, что Infinite Interactive работает над бесплатной браузерной игрой, которая будет связана с Puzzle Quest и будущими проектами компании.
В 2009 году вышла игра Puzzle Quest: Galactrix (которую переименовали из просто Galactrix), однако её сюжет основан на космической тематике. Продолжение Puzzle Quest 2 вышло в 2010 году.

## Игровой процесс

Геймплей игры

В основе Puzzle Quest лежит эпическая история, основанная на игровой вселенной Warlords. Игроку предстоит играть роль одного из персонажей, каждый из которых обладает индивидуальными характеристиками. В течение игры необходимо выполнять различные задания — не только связанные с основной сюжетной линией, но и сторонние, с помощью которых можно заработать золото или получить уникальные предметы. Большинство заданий заключается в сражении с монстрами, хотя есть и поручения вида «сходи принеси». В игре присутствуют NPC, которые могут давать задания, являться объектами заданий и даже присоединяться в компанию к игроку, давая разные бонусы в сражениях.
Игра проходит на простой карте с ключевыми точками-локациями, которые связаны друг с другом. В локациях находятся города (которые можно захватывать для сбора налога), мелкие поселения или просто квестовые объекты. Сражения с монстрами могут происходить не только в локациях, но и по пути между ними. Некоторых врагов можно захватывать для изучения их заклинаний, а также захватывать некоторых монстров в качестве ездового животного. Во многих локациях можно сразиться с хранителями и в случае успеха получить руны, из которых можно изготавливать снаряжение с заданными свойствами.

### Битва
Сражения очень похожи на игры-головоломки Bejeweled или Zoo Keeper. Игрок и управляемый компьютером оппонент по очереди меняют позиции двух кристаллов по вертикали или горизонтали. Три или более кристаллов, выстроенных в ряд, исчезают. На поле присутствует четыре вида кристаллов маны, золото, очки опыта и черепа. Выстроенные в ряд черепа наносят урон противнику. В ходе игры персонаж выучивает различные заклинания, которые сильно влияют на ход игры.

Тренировка ездовых животных происходит в виде сражения с этим животным с дополнительным ограничением времени хода. Изучение заклинаний у пленников и изготовление снаряжения происходит в виде головоломки (без противника).

## Награды и рецензии
| Сводный рейтинг       | Сводный рейтинг | Сводный рейтинг | Сводный рейтинг | Сводный рейтинг | Сводный рейтинг | Сводный рейтинг | Сводный рейтинг |
| Издание               | Оценка          | Оценка          | Оценка          | Оценка          | Оценка          | Оценка          | Оценка          |
| Издание               | DS              | Switch          | PC              | PS2             | PSP             | Wii             | Xbox 360        |
| --------------------- | --------------- | --------------- | --------------- | --------------- | --------------- | --------------- | --------------- |
| GameRankings          | 81,37 %         | 75,50 %         | 83,75 %         | 78,00 %         | 84,88 %         | 71,07 %         | 88,14 %         |
| Metacritic            | 82/100          | N/A             | 84/100          | 78/100          | 84/100          | 71/100          | 87/100          |
| Иноязычные издания    |                 |                 |                 |                 |                 |                 |                 |
| Издание               | Оценка          | Оценка          | Оценка          | Оценка          | Оценка          | Оценка          | Оценка          |
| Издание               | DS              | Switch          | PC              | PS2             | PSP             | Wii             | Xbox 360        |
| Eurogamer             | 8/10            | N/A             | N/A             | N/A             | N/A             | N/A             | 9/10            |
| GamePro               | 4,5/5           | N/A             | N/A             | N/A             | N/A             | N/A             | 4,75/5          |
| GameRevolution        | B+              | N/A             | N/A             | N/A             | B+              | N/A             | N/A             |
| GameSpot              | 8,1/10          | N/A             | N/A             | 8/10            | 8,5/10          | 7,5/10          | 9/10            |
| GameSpy               | [ 33 ]          | N/A             | [ 34 ]          | [ 35 ]          | [ 36 ]          | [ 37 ]          | N/A             |
| GameTrailers          | N/A             | N/A             | N/A             | N/A             | 8,4/10          | N/A             | N/A             |
| GameZone              | 8/10            | N/A             | N/A             | 8,7/10          | 8,8/10          | 7,6/10          | N/A             |
| IGN                   | 8,9/10          | N/A             | 8,6/10          | 7,8/10          | 9/10            | 7/10            | 9/10            |
| Nintendo World Report | 9/10            | N/A             | N/A             | N/A             | N/A             | 6/10            | N/A             |
| TeamXbox              | N/A             | N/A             | N/A             | N/A             | N/A             | N/A             | 8,5/10          |
| X-Play                | [ 52 ]          | N/A             | N/A             | N/A             | N/A             | N/A             | N/A             |

Puzzle Quest получила большое количество хороших отзывов от критиков различных изданий.
- По мнению IGN, игра «объединяет в себе лучший аспекты обоих жанров, головоломки и РПГ, в одной маленькой приятной упаковке.»[54]
- Puzzle Quest получил награду от MTV Networks' GameTrailers в номинации «Best Puzzle/Parlor Game» за 2007 год.[55]
- Журнал Next Generation online поставил Puzzle Quest на 17 место в списке лучших игр 2007.[56]
- По версии GameSpy игра получила награду «Лучшая игра для Xbox Live Arcade» 2007 года.[57]
- Коллектив сайта Absolute Games поставил Puzzle Quest на второе место, в рейтинге лучших игр 2007 года. По результатам опроса посетителей сайта, игра заняла 18-е место.[58]